# Onthophagus subnudus
Onthophagus subnudus là một loài bọ cánh cứng trong họ Bọ hung (Scarabaeidae).